# Suban Pannon
Suban Pannon (* 10. Mai 1978 in Khon Kaen, Thailand) ist ein ehemaliger thailändischer Boxer im Halbfliegengewicht. Er war Teilnehmer der Olympischen Spiele 2000 und 2004.

## Karriere
Suban Pannon gewann 1997 die Goldmedaille bei den Asienmeisterschaften und nahm daraufhin auch an den Weltmeisterschaften desselben Jahres in Budapest teil, wo er in der Vorrunde gegen Andrzej Rżany ausschied.
1998 nahm er am Weltcup in Peking teil, besiegte unter anderem Oleh Kyrjuchin und unterlag erst im Finale gegen Maikro Romero, wodurch er die Silbermedaille gewann. Zudem gewann er die Goldmedaille bei den Asienspielen.
Bei den Weltmeisterschaften 1999 in Houston schlug er Daniel Petrow und Dilshod Yuldashev, ehe er im Halbfinale gegen Brian Viloria verlor und dadurch eine Bronzemedaille erhielt. Er wurde damit der einzige thailändische Medaillengewinner dieser WM. Bei den Asienmeisterschaften 1999 unterlag er diesmal im Finale gegen Dilshod Yuldashev und gewann damit Silber.
Durch seine Erfolge war er für die  Olympischen Spiele 2000 in Sydney qualifiziert und besiegte dort diesmal Dilshod Yuldashev, schied aber dann im Achtelfinale gegen Valeriy Sidorenko aus. 2001 gewann er Gold bei den Südostasienspielen.
2002 gewann er jeweils eine Bronzemedaille bei den Asienmeisterschaften und den Asienspielen. 2003 schied er im Viertelfinale der Weltmeisterschaften in Bangkok gegen Sergei Kasakow aus, gewann jedoch noch Bronze bei den Südostasienspielen.
Nachdem er bei den Asienmeisterschaften 2004 im Viertelfinale ausgeschieden war, startete er bei der asiatischen Olympiaqualifikation 2004, wo er sich mit dem Erreichen des Finales für die Olympischen Spiele 2004 in Athen qualifizierte. Diesmal siegte er in der Vorrunde gegen Salim Salimow, ehe er im zweiten Kampf an Yan Barthelemí scheiterte.
2005 erreichte er das Viertelfinale bei den Militär-Weltmeisterschaften der CISM in Pretoria, gewann Bronze bei den Asienmeisterschaften und schied bei den Südostasienspielen im Viertelfinale aus.
Bei den Asienspielen 2006 gewann er Silber.